# Mallory Hagan
Mallory Hytes Hagan (Memphis, 23 dicembre 1988) è una modella statunitense, eletta Miss New York 2012 e Miss America 2013.

## Biografia
In precedenza aveva ottenuto anche i titoli di Miss New York City 2012, Miss Manhattan 2011, Miss Brooklyn 2010, e per due volte seconda classificata a Miss New York.
Inoltre essendo nativa dello stato dell'Alabama, aveva gareggiato anche al concorso Miss Alabama's Outstanding Teen dall'età di tredici all'età di diciassette anni.